# Ourizona
Ourizona är en kommun i Brasilien.   Den ligger i delstaten Paraná, i den södra delen av landet, 1 000 km sydväst om huvudstaden Brasília. Antalet invånare är 3 380.
Trakten runt Ourizona består till största delen av jordbruksmark. Runt Ourizona är det ganska glesbefolkat, med 36 invånare per kvadratkilometer.